# Hugonia gossweileri
Hugonia gossweileri är en linväxtart som beskrevs av E. G. Baker och Exell. Hugonia gossweileri ingår i släktet Hugonia och familjen linväxter. Inga underarter finns listade i Catalogue of Life.